# 27620 Kristenwalsh
27620 Kristenwalsh è un asteroide della fascia principale. Scoperto nel 2001, presenta un'orbita caratterizzata da un semiasse maggiore pari a 3,1294119 au e da un'eccentricità di 0,1945177, inclinata di 18,24610° rispetto all'eclittica.